# فليكي كويتنيتش
فليكي كويتنيتش هي قرية في البوسنة والهرسك. وهي تقع على أراضي مدينة بيهاتش التابعة لكانتون يونا-سانا في اتحاد البوسنة والهرسك. طبقا لنتائج تعداد البوسنة عام 2013 فقد كان عدد سكانها 56 نسمة.
قبل حرب البوسنة والهرسك كانت القرية جزءا من بلدية درفار، وتقع أيضا في اتحاد البوسنة والهرسك، ولكن في كانتون 10.

## التركيبة السكانية

### التطور التاريخي للسكان
| 1961 | 1971 | 1981 | 1991 | 2013 |
| ---- | ---- | ---- | ---- | ---- |
| 537  | 475  | 365  | 212  | 56   |

### المجتمع المحلي
في عام 1991 كان المجتمع المحلي للقرية يتألف من 324 نسمة وهم موزعون على النحو التالي:

## وصلات خارجية
- (بالإنجليزية) Maplandia